# Daqing (giacimento petrolifero)
Daqing o Da Qing è il più grande giacimento di petrolio cinese. È stato scoperto nel 1959 e si trova nel nord-est del paese, molto vicino alla frontiera russa. Le riserve iniziali sono stimate in 16 miliardi di barili (circa 2,3 miliardi di tonnellate) di cui 11 sono già stati estratti.
La produzione ha cominciato ad avere un declino del 7% anno (ufficialmente voluto per prolungare la durata di vita del giacimento). Sta per scendere sotto il milione di barili/giorno che è il 30% della produzione cinese. Daqing è il quarto giacimento di petrolio al mondo per produzione giornaliera ma perderà posizioni negli anni a venire.